# Isidro Ayora (Ecuador)
Isidro Ayora è una parrocchia urbana dell'Ecuador, capoluogo dell'omonimo cantone, nella provincia del Guayas.